# アドリアーノ・マレイアーネ
アドリアーノ・アフォンソ・マレイアーネ（葡: Adriano Afonso Maleiane, 1949年11月6日 - ）は、モザンビークの政治家、エコノミスト。2022年から2025年まで同国首相を務めた。

## 経歴
1978年にマプト商業研究センターで会計士の学位を取得。1989年、マレイアーネはエドゥアルド・モンドラーネ大学で経済学の学位を取得後、1998年にロンドン大学で金融経済学の修士号を取得。
1991年から2006年の間、マレイアーネは同国の中央銀行であるモザンビーク銀行の総裁を歴任。モザンビーク国立投資銀行の総裁も歴任している。
2015年1月19日、マレイアーネはフィリペ・ニュシ大統領から経済財務大臣に任命された。経済財務大臣在職中の2019年8月30日、第7回アフリカ開発会議に出席するために日本を訪問。河野太郎外務大臣（当時）と治安の確保、安全な技術支援拡大についての会談を行った。
2022年3月2日にロザーリオ内閣総辞職と共に大臣の座を失職するが、翌日にフィリペ・ニュシ大統領から首相に任命される。同年にはモザンビーク銀行総裁の前任者であるマヌエル・チャンが引き起こした汚職論争の関係者の一人として取り沙汰された。
IMFの職権上の委員を務める他、イスラム開発銀行の職権上の委員も務める。